# Bentley Continental GTC Speed
De Bentley Continental GTC Speed is de Speed-versie van de Continental GTC, dit houdt in dat de motor meer vermogen heeft en de auto sportiever en sneller is. De auto is in 2009 onthuld op de Autosalon van Genève, de auto stond later ook op de AutoRAI. In maart 2009 is de Nederlandse prijs van de auto bekend geworden, deze bedraagt €320.725.